# Rząd Ukrainy

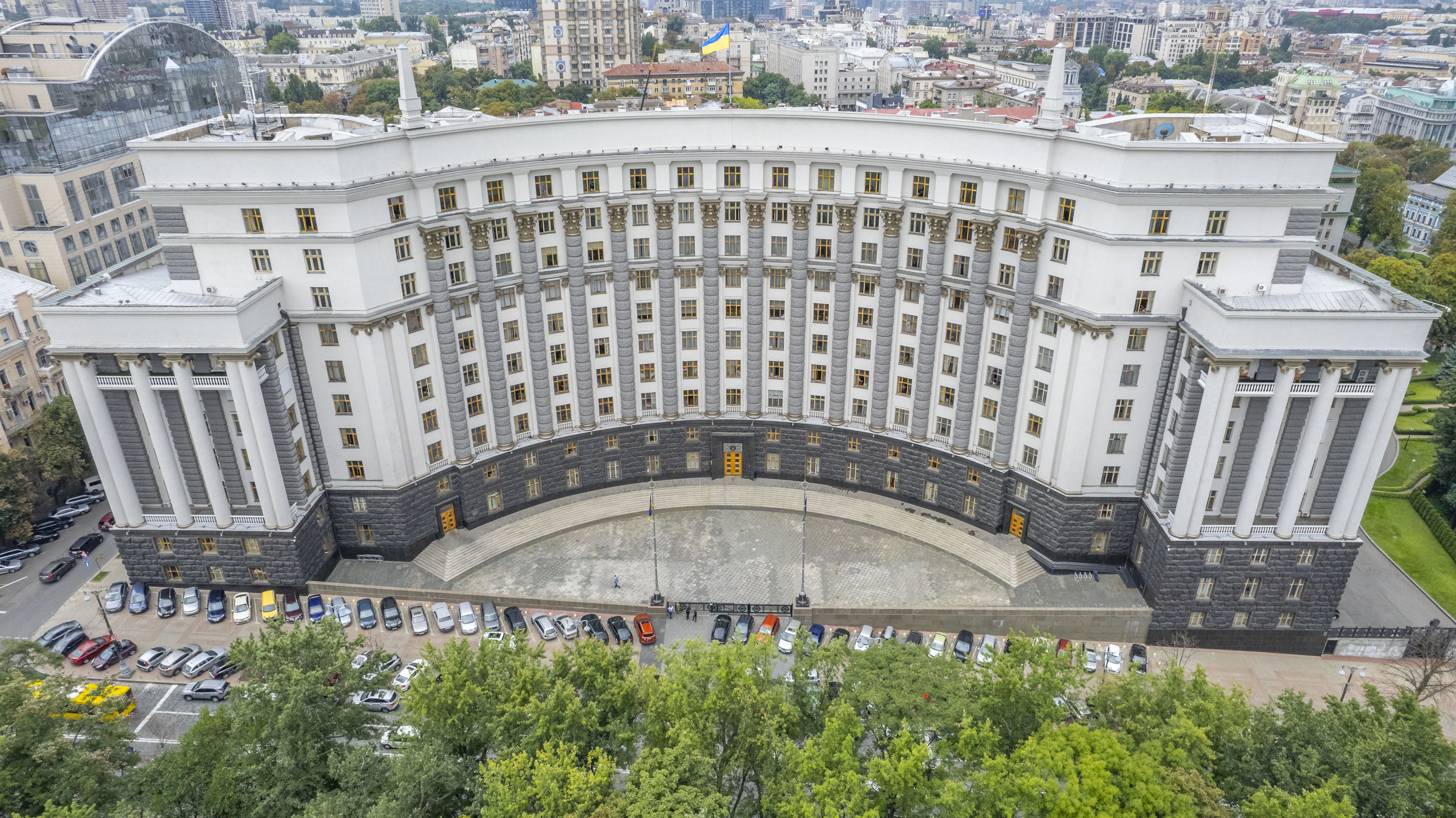
Budynek Rządu Ukrainy w 2021

Rząd Ukrainy (Gabinet Ministrów Ukrainy, ukr. Кабінет Міністрів України) – najwyższe ciało wykonawcze na Ukrainie. Rząd składa się z premiera, trzech wicepremierów i wielu ministrów odpowiedzialnych za poszczególne departamenty. Gabinet jest wybierany przez parlament, a także musi zostać zaakceptowany przez prezydenta. Ostatni gabinet rządzący został wybrany 4 marca 2020.

## Zaprzysiężenie i dymisja
Reforma konstytucji rozpoczęta pod koniec 2004, weszła w życie 1 stycznia 2006. Ustawa reformująca upoważnia prezydenta do desygnowania premiera, także parlament musi zaakceptować kandydata na to stanowisko. Ministrowie są nominowani przez premiera. Premier, który dokona nominacji dla ministrów musi otrzymać zgodę Rady Najwyższej dla każdego ministra, którego chce desygnować. Nie dotyczy to wyboru na Ministra Spraw Zagranicznych oraz Ministra Obrony, którego wybiera prezydent.

## Siedziba
Główna siedziba rządu Ukrainy mieście się w Budynku Rządu Ukrainy przy ulicy Mychajła Hruszewskiego 12/2. Monumentalna budowla została wzniesiona w latach 1936-1938 według projektu architekta Iwana Fomina, przy współudziale Pawieła Abrosimowa. Początkowo miał pełnić funkcję siedziby Ludowego Komisariatu Spraw Wewnętrznych (NKWD), co znalazło odzwierciedlenie w jego wyglądzie zewnętrznym oraz wewnętrznym układzie przestrzennym – zaokrąglone korytarze i liczne kąty miały ułatwiać obronę budynku.

## Kolejne rządy
- Rząd Witolda Fokina
- Rząd Walentyna Symonenki
- Rząd Łeonida Kuczmy
- Rząd Juchyma Zwiahylskiego
- Rząd Witalija Masoła
- Rząd Jewhena Marczuka
- Rząd Pawła Łazarenki
- Rząd Wasyla Durdyńca
- Rząd Wałerija Pustowojtenki
- Rząd Wiktora Juszczenki
- Rząd Anatolija Kinacha
- Pierwszy rząd Wiktora Janukowycza
- Pierwszy rząd Julii Tymoszenko
- Rząd Jurija Jechanurowa
- Drugi rząd Wiktora Janukowycza
- Drugi rząd Julii Tymoszenko
- Pierwszy rząd Mykoły Azarowa
- Drugi rząd Mykoły Azarowa
- Pierwszy rząd Arsenija Jaceniuka
- Drugi rząd Arsenija Jaceniuka
- Rząd Wołodymyra Hrojsmana
- Rząd Ołeksija Honczaruka
- Rząd Denysa Szmyhala